# E-Tower
E-Tower è un grattacielo alto 148 m di 37 piani, situato nel ovest cittadino di São Paulo, fu costruito tra il 2002 e il 2005.